# گرنیکا (نقاشی)
گِرنیکا (به اسپانیایی: Guernica) نام اثری است از نقاش معاصر اسپانیایی، پابلو پیکاسو (۱۸۸۱ - ۱۹۷۳) که بمباران دهکده گِرنیکا در شمال این کشور توسط بمب‌افکن‌های آلمان نازی در ۲۶ آوریل ۱۹۳۷ و در خلال جنگ داخلی اسپانیا را به تصویر کشیده‌است. این اثر یکی از معروفترین آثار پیکاسو است و بسیاری از منتقدین آن را یکی از تاثیرگذارترین آثار ضد جنگ در تاریخ می دانند . 
تابلو گِرنیکا در موزه رینا سوفیا در مادرید قرار دارد.
این اثر در ابعادی عظیم (تقریباً ۳٫۵ در ۷٫۵ متر) ترسیم شده که در همان سال در فرانسه (در دوران تبعید پیکاسو) به نمایش عموم درآمد. مولفه‌های اصلی این اثر (بعد از اغتشاش و سردرگمی چشم‌گیری که در اولین نگاه به بیننده دست می‌دهد) می‌تواند مرگ، خشونت، بی‌رحمی، زجر و درماندگی باشد که با استفاده از قالبی سیاه و سفید و به سبک عکس‌های خبری در جراید کنار یکدیگر قرار گرفته‌اند.
در مقام تفسیر کاراکترهای موجود در این اثر، خودِ نقاش گفته‌است: «... اگر شما معانی مشخص به مولفه‌های نقاشی‌های من بدهید، ممکن است کاملاً به حقیقت نزدیک شده باشید، اما به هیچ عنوان به نیت من در جان بخشی به این مولفه‌ها پی نبرده‌اید. هر حدس، گمان و استنتاجی که شما دارید بخشی از حالتی است که من هم تجربه کرده‌ام اما به صورت ناخودآگاه و غیرارادی. من نقاشی می‌کنم برای خودِ نقاشی. من اشیا را برای چیزی که هستند، می‌کشم…»

## تاریخچه اثر
تابلوی گرنیکا اثر پیکاسو یکی از معدود نقاشی‌های ضد جنگ به حساب می‌آید. پیکاسو هنرمندی سیاسی است؛ در واقع او یک مارکسیست دو آتشه بود. تابلوی گرنیکا به سبک کوبیسم است. تمام المان‌هایی که به صورت پراکنده در این اثر وجود دارند قبلاً در کارهای دیگر پیکاسو دیده شده‌اند. غالب کارهای پیکاسو رنگی است اما تابلوی گرنیکای او سیاه و سفید است. پیکاسو این تابلو را در یک شرایط بحرانی جنگ کشیده‌است. پیکاسو این اثر را به نیت سینما کشیده‌است. این تابلو مجموعه‌ای از نماهای پراکنده‌است که باید جز به جز و شات به شات خوانده شود. در واقع او جزئیات را جدا جدا کشیده و بعد آن‌ها را کنار هم گذاشته‌است.

## تحلیل‌های نشانه‌شناسی اثر
در کارهای پیکاسو گاو نر نمادی از فرانکو است، فرانکو (فالانژ نام گروه اوست) در واقع حاکم آن شهر(شهر گرنیکا که در اسپانیا واقع است) بوده‌است که از آلمان‌های نازی می‌خواهد که به دستور خودش آن شهر را بمباران کنند. چهرهٔ گاو در تصویر گرنیکا بی‌تفاوت است که این نشان‌دهندهٔ بی‌تفاوتی فرانکو به عذابی است که در تابلو هم به تصویر کشیده شده‌است.
اسب نماد نجابت، شرافت و آزادی است.
در این تابلو همهٔ المان‌ها نیمرخ هستند و فرشته به سمت چپ است؛ که منظور از چپ بودن فرشته حرکت به سمت چپ است.
لامپی که بالای آن چراغ نفتی خاموش قرار گرفته شده‌است اشاره به تکنولوژی‌ای دارد که این بمباران را ممکن کرد. در دوران مدرن تکنولوژی به جای کمک‌کردن به انسان علیه او بوده‌است.
تخت بودن این اثر و اینکه عمقی ندارد به واقعیت جهان که به این سمت می‌رود اشاره دارد.
پیکاسو در «دوره گلفام» گرایشی به اصول کلاسیکی نشان داد و محتملا دیدارهایش از ایتالیا این گرایش را تشدید کرد. او طی چند سال مضمون‌ها و پیکرهای کلاسیکی را به روش خود به کار گرفت(۱۹۱۹–۱۹۲۵). به تدریج پیکرهای ایستا و سترگ نمای او صورتی غریب و مشوش یافتند و با عناصر تمثیلی (جون ورزه گاو) درآمیختند. دل‌مشغولی تازه پیکاسو ابداع صور خیالی و نمادینی بود که از خصلت بیانی قوی برخوردار باشند. او در آثار این دوره (۱۹۳۴–۱۹۴۵)، از تلفیق خط‌های منحنی پیچان با شکل‌های زاویه‌دار جلوه‌های مهیج و بیانگر پدیدمی‌آورد. درون‌مایهٔ بسیاری از آثارش نوعی درام تخریب بود که در نمادهای برگرفته از گاوبازی ارائه می‌شد. صور تمثیلی پرده گرنیکا نیز از همین نمادهای کهن اسپانیایی سرچشمه گرفتند.
گرنیکا با اینکه با فاجعه بمباران شهرک گرنیکا در اسپانیا ارتباط دارد، هیچ صحنه‌ای از واقعه در تابلو بازنمایی نشده است. نوعی شبکه‌بندی کوبیست در ساختمان تصویر به چشم می‌خورد. در مرکز ترکیب‌بندی اسبی شکم‌دریده را می‌توان دید که در حفره دهانش علامت شیهه درد مجسم شده، و در سمت چپ، گاوی بی حرکت همچون فاتحی مغرور ایستاده است، نشانه‌های بیم و درد و مرگ در اینجا و آنجا پراکنده‌اند. زنی پریشان و بیمناک، همچون پژواک فریادی، از بالا به درون می‌آید و با چراغی که در دست دارد، صحنه را روشن می‌کند. حالت غیرطبیعی و متشنج صحنه به واسطه ساختار فضای تصویری بارزتر شده‌است. مناظر داخل و خارج، پاره‌های نور و تاریکی، و خط‌های تیز و منحنی در هم آمیخته‌اند. این همه بعدی تمثیلی به تصویر می‌دهد؛ ولی این پرده، نه توصیفی نمادین از یک رویداد واقعی و مشخص، بلکه افسانه‌ای تصویری مبتنی بر واقعیت است.